# Marc Thompson
Marc Thompson (New York, 20 mei 1975) is een Amerikaans stemacteur die heeft gewerkt met productiebedrijven als 4Kids Entertainment en DuArt Film and Video. Hij sprak de stem in van onder meer Anthony DeMartino, Timothy O'Neill en Kevin Thompson in MTV's animatieserie Daria en Casey Jones in de tweede animatieserie over de Turtles. Sinds 2006 dient hij daarnaast als verteller en stemacteur voor verscheidene Star Wars-luisterboeken.
Thompson was predikant bij de International Churches of Christ. In 1997 studeerde hij af aan de Tisch School of the Arts, onderdeel van de New York University.

## Rollen (selectie)
- Adventures in Voice Acting (documentaire) – Zichzelf
- Ah! My Goddess! (animatieserie) – Tamiya, Prof. Osawa
- Digimon Adventure (animatieserie) – Piedmon
- Digimon Frontier (animatieserie) – Dynasmon, Lucemon Chaos Mode
- Daria (animatieserie) – Kevin Thompson, Anthony DeMartino, Timothy O'Neill, Charles "Upchuck" Ruttheimer III, Jamie White
- Dinosaur King (animatieserie) – Seth, Foolscap
- Galactic Wrestling: Featuring Ultimate Muscle (computerspel) – Kid Muscle, Eskara, Ramenman
- Huntik: Secrets & Seekers (animatieserie) – Dante Vale
- Mobile Suit Gundam Unicorn (animatieserie) – Conroy Haagensen
- One Piece (animatieserie) – Don Krieg
- Pokémon (animatieserie; ook in Nederlandse versie tenzij anders vermeld) – Armaldo, Cacturne, Bastiodon, Gliscor, Mamoswine, Tepig, Pignite, Don George (enkel Engelse versie), Dokter Zager (enkel Engelse versie)
- Shadow Hearts: From the New World (computerspel) – Frank Goldfinger, Mao, Al Capone
- Shadow the Hedgehog (computerspel) – Bevelhebber bij G.U.N.
- Star Wars: Visions (animatieserie) – Lan
- Teenage Mutant Ninja Turtles (animatieserie) – Casey Jones, The Ultimate Daimyo, Drako, Juto Shisho, Uncle Augie, Serling
- Turtles Forever (animatiefilm) – Casey Jones
- Ultimate Muscle: The Kinnikuman Legacy (animatieserie) – Kid Muscle, Eskara, Tyrannoclaw, Ramenman
- Viva Piñata (animatieserie) – Franklin Fizzlybear
- Winx Club (animatieserie) – Braffilius
- The Wrong Coast (stop-motionserie) – Ti Hua Foo
- Yu-Gi-Oh! (animatieserie) – Duke Devlin/Ryuji Otogi, Rafael, Valon, Gansley/Konosuke Oshita, Jean Claude Magnum
- Yu-Gi-Oh! 5D's (animatieserie) – Lazar, Jakob, Tenzen Yanagi, Sayer, Roman Goodwin, Hunter Pace, Don Pierro, Kaz, Hideo Izinski